# جزیره سانتا ماریا، شیلی
جزیره سانتا ماریا، شیلی (انگلیسی: Santa María Island, Chile) جزیره ای کم سکنه واقع در خلیج آراوکو در سواحل غربی استان کنسپسیون (شیلی) در منطقه بیوبیو در شیلی است.